# Grzybnica (cmentarzysko)

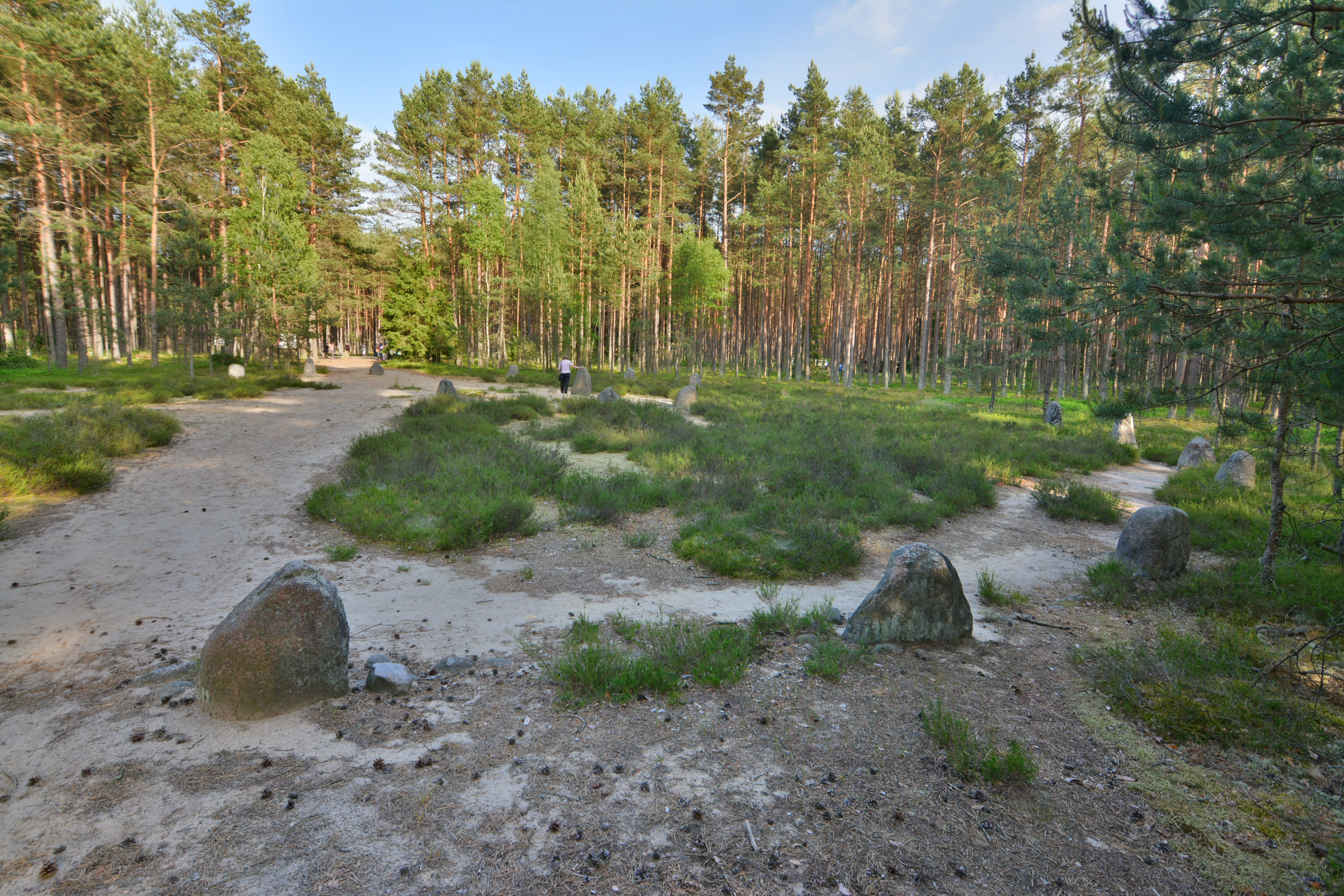
Jeden z kamiennych kręgów na cmentarzysku w Grzybnicy

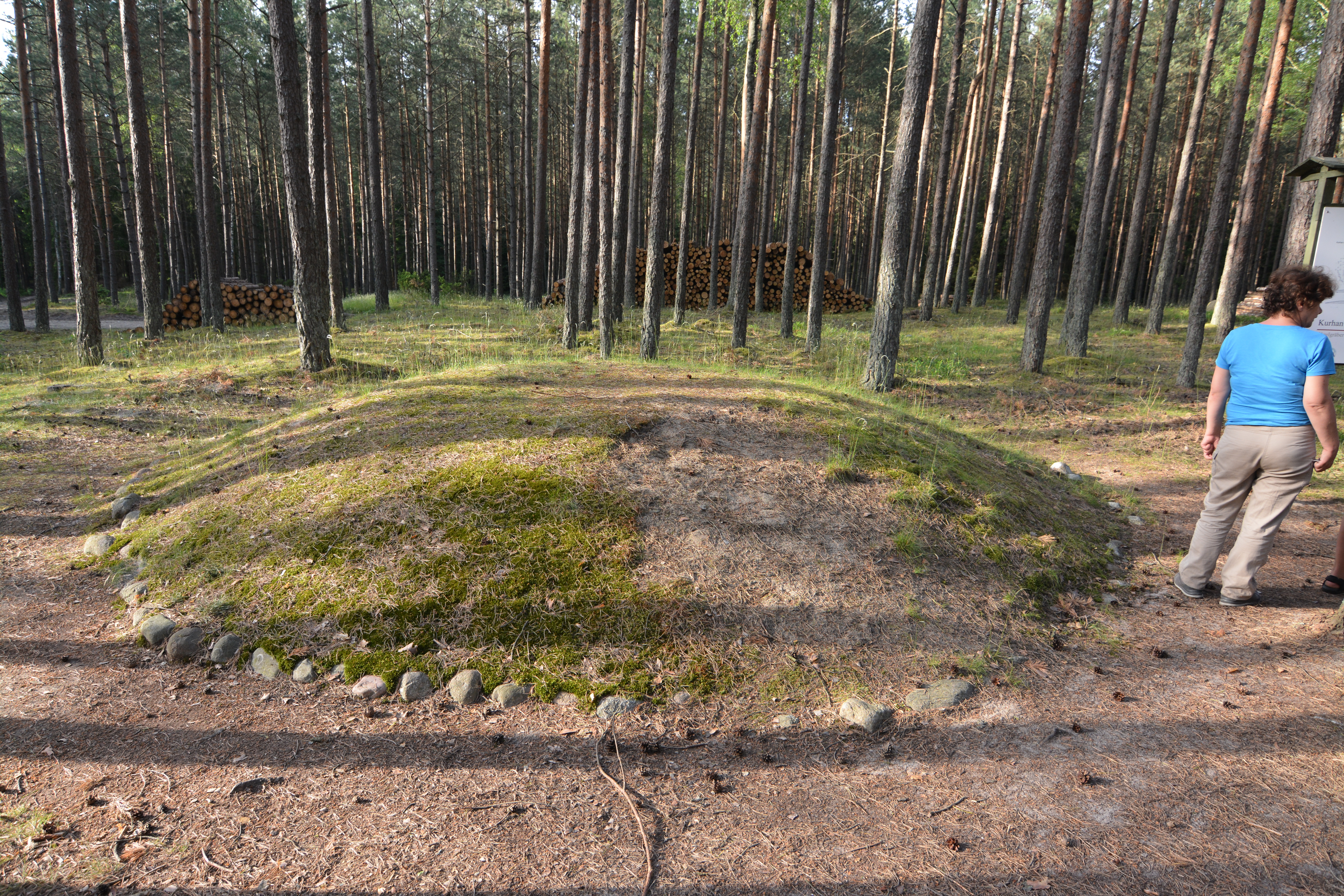
Kurhan

Cmentarzysko z kręgami kamiennymi w Grzybnicy – stanowisko archeologiczne położone w okolicy wsi Grzybnica, niedaleko Koszalina, pochodzące z I–III wieku n.e. Na porośniętym iglastym lasem terenie, widoczne są kręgi kamienne, kurhany oraz różnego rodzaju bruki. Odkryte przez archeologów przedmioty z wyposażenia grobów należą do kultury wielbarskiej.

## Położenie
Cmentarzysko znajduje się w gminie Manowo, przy drodze krajowej nr 11, około 20 km na południowy wschód od Koszalina, ok. 2,5 km na północ od wsi Grzybnica i ok. 3 km na wschód od wsi Mostowo. Do cmentarzyska prowadzą drogi leśne. 

## Historia
Obszar cmentarzyska znany był miejscowej ludności jeszcze przed II wojną światową. Był jednak przez nią błędnie interpretowany i niewłaściwie nazywany „cmentarzem żydowskim” (Judenkirchof). Odkrycia cmentarzyska dla nauki dokonał w kwietniu 1974 archeolog Ryszard Wołągiewicz. Prace archeologiczne na stanowisku trwały w latach 1974–1986 i obejmowały obszar ok. 3 ha. Kierował nimi Ryszard Wołągiewicz – kierownik Działu Archeologicznego Muzeum Narodowego w Szczecinie.
W 1979 na terenie cmentarzyska utworzono rezerwat archeologiczny „Kręgi Kamienne w Lesie Grzybnickim”. Poziom terenu w rezerwacie został obniżony do pierwotnego, przerzedzono drzewostan, zainstalowano kilka tablic informacyjnych.

## Opis cmentarzyska
Na terenie cmentarzyska zewidencjonowano: 5 kręgów kamiennych, 2 kurhany, 14 płaskich bruków kolistych, podwójny wieniec z kamieni polnych, 2 bruki trójkątne, 12 małych bruków płaskich, 6 stosów ciałopalnych nakrytych kamieniami, 101 pochówków szkieletowych i ciałopalnych, kilka rowków ze spalenizną.
- Kręgi kamienne. Funkcja jaką pełniły kręgi kamienne nie została definitywnie wyjaśniona. Przeważa pogląd, że były to miejsca zgromadzeń (wieców) lokalnej społeczności[1].
  - krąg kamienny nr 1 – średnica 36 m, krąg pierwotnie składał się z 33 (obecnie 20) ustawionych pionowo głazów o wysokości 1,2–1,5 m. Niektóre z głazów noszą ślady obróbki (obciosywania). Głazy rozstawione są co ok. 3,5 m; każdy z nich otoczony był u swej podstawy dookolnym wieńcem małych kamieni polnych. Wewnątrz kręgu odkryto: stelę kamienną, bruk trójkątny, dwa stosy ciałopalne[1].
  - krąg kamienny nr 2 – średnica 36 m, zachowało się 16 głazów rozstawionych co 3,5 m, każdy otoczony małymi kamieniami, dodatkowo małe kamienie rozstawione są także pomiędzy dużymi po narysie kręgu. Na środku kręgu znajduje się kopiec o średnicy ok. 5 m przykryty kamieniami z grobem ciałopalnym, jamowym. W pobliżu zlokalizowano 4 stele kamienne i stos ciałopalny[1].
  - krąg kamienny nr 3 – średnica 13 m, zachowały się tylko 4 głazy (pierwotnie było ich 13) otoczone dookolnie małymi kamieniami. W środku kręgu zachowała się obciosana stela oraz grób szkieletowy[1].
  - krąg kamienny nr 4 – średnica 7 m, tworzyło go pierwotnie 6 głazów rozstawionych w odległości ok. 3,5 m od siebie oraz stela środkowa[1].
  - krąg kamienny nr 5 – średnica 15 m, pierwotnie składał się z 12 głazów, jako jedyny nie posiadał steli środkowej. Krąg ten położony jest w odległości ok. 200 m na północ od pozostałych kręgów[1].
- Kurhany. Zachowały się dwa kurhany. Jeden z nich, o średnicy u podstawy 6 m, został usypany na jednowarstwowym bruku kamiennym pod którym odkryto szkieletowy grób kobiety datowany na ostatnią ćwierć I w. n.e. Drugi kurhan powstał na skutek wykorzystania naturalnego pagórka o wysokości ok. 0,5 m, w który wkopano grób szkieletowy, a całość przykryto brukiem kamiennym[1].
- Bruki koliste płaskie – ich średnica wynosi od 5 do 12 m. Konstrukcja tych bruków wzorowana była na kurhanach kamienno-ziemnych, z tym że nie zostały one wyniesione nad powierzchnię otaczającego terenu. Bruki niekiedy uformowane zostały w rzadko spotykany sposób przyjmując np. formę koncentrycznie ustawionych dwóch kamiennych kręgów wewnętrznych i jednego zewnętrznego połączonych utworzonymi z kamieni promieniami na kształt koła szprychowego[1].
- Bruki małe płaskie zalegają nad grobami ciałopalnymi i szkieletowymi. W przypadku grobów szkieletowych mają one kształt prostokątny, odpowiadający wymiarom jamy grobowej[1].
- Bruki trójkątne, w liczbie dwóch, mają formę trójkątów równoramiennych o długości ramion ok. 3,5 m i długości podstawy 2,3 oraz 3 m. Pod brukami nie stwierdzono obecności grobów[1].
- Stosy ciałopalne. Spośród 6 odkrytych stosów ciałopalnych o wymiarach ok. 2,5 m × 1,5 m trzy zlokalizowane były w kamiennych kręgach, a trzy poza nimi. Stosy ciałopalne znajdują się pod warstwą rytualnie zarzuconych kamieni[1].
- Pochówki. Na cmentarzysku występują pochówki szkieletowe (najczęściej w wydrążonych pniach drzew) oraz ciałopalne (przeważają pochówki jamowe (bezpopielnicowe). Groby kobiece są znacznie bogaciej wyposażone od grobów męskich. Wśród przedmiotów znajdowanych w grobach przeważają: zapinki, sprzączki, paciorki szklane lub bursztynowe, bransolety, szpile do włosów, grzebienie igły, naczynia gliniane[1].

## Inne
Ze względu na bliskość jednego ze stanowisk występującego na Pomorzu Zachodnim gatunku jaskra (mikrogatunku z grupy jaskrów różnolistnych) i cmentarzyska w Grzybnicy, gatunek ten nazwano na cześć królowej gockiej jaskrem Amalasunty.